# Чемпионат Украины по дзюдо
Чемпионат Украины по дзюдо — соревнование по дзюдо за звание чемпиона Украины. Впервые был проведён в 2009 году. Проводится ежегодно. С 2017 по 2019 год также проводился Абсолютный чемпионат Украины.

## Чемпионат Украины
| Год  | Дата                          | Место проведения | Примечания |
| ---- | ----------------------------- | ---------------- | ---------- |
| 2009 | 27-29 ноября 2009 года        | Харьков          | [ 1 ]      |
| 2010 | 1-4 декабря 2010 года         | Луцк             | [ 2 ]      |
| 2011 | 30 ноября-2 декабря 2011 года | Харьков          | [ 3 ]      |
| 2012 | 11-13 октября 2012 года       | Севастополь      | [ 4 ]      |
| 2013 | 20-21 ноября 2013 года        | Харьков          | [ 5 ]      |
| 2014 | 19-21 ноября 2014 года        | Луцк             | [ 6 ]      |
| 2015 | 8-10 октября 2015 года        | Киев             | [ 7 ]      |
| 2016 | 8-10 октября 2016 года        | Киев             | [ 8 ]      |
| 2017 | 5-6 октября 2017 года         | Сумы             | [ 9 ]      |
| 2018 | 11-12 октября 2019 года       | Харьков          | [ 10 ]     |
| 2019 | 3-4 октября 2019 года         | Киев             | [ 11 ]     |
| 2020 | 14-15 октября 2020 года       | Запорожье        | [ 12 ]     |
| 2021 | 5-13 октября 2021 года        | Запорожье        | [ 13 ]     |

## Абсолютный чемпионат
| Год  | Дата                 | Место проведения | Примечания |
| ---- | -------------------- | ---------------- | ---------- |
| 2017 | 16 декабря 2021 года | Днепр            | [ 14 ]     |
| 2018 | 30 ноября 2021 года  | Днепр            | [ 15 ]     |
| 2019 | 8 ноября 2021 года   | Днепр            | [ 16 ]     |